# Drapierbarkeit
Unter Drapierbarkeit wird die sphärische Verformbarkeit eines textilen Flächengebildes  ohne Faltenbildung verstanden. Im Gegensatz zur freien Verformung  eines textilen Flächengebildes durch sein Eigengewicht, das als Fallvermögen bezeichnet wird, kennzeichnet die Drapierbarkeit die Möglichkeit einer dreidimensionalen Formgebung eines solchen Gebildes durch eine erzwungene Verformung. Voraussetzung für eine faltenfreie Ablage auf einem sphärischen geformten Körper ist eine uneingeschränkte zweidimensionale  Verformbarkeit der textilen Fläche.
Eine ausreichende Drapierbarkeit von textilen Flächengebilden ist z. B. in der Hutfertigung und beim  Beziehen von Polstermöbeln oder Autositzen notwendig. Die faltenfreie Verformbarkeit hat außerdem große Bedeutung bei der Herstellung von dreidimensionalen Faserverbundkunststoff-Bauteilen, in denen textile Flächengebilde als Verstärkungsstrukturen enthalten sind.
Die Drapierbarkeit der textilen Flächengebilde hängt von deren Art (z. B. Gewebe, Gestricke, Gewirke, Gelege) und den damit verbundenen Strukturen  und den Eigenschaften der Strukturelemente ab. Diese Strukturelemente  sind überwiegend Fäden in Form von Filamentgarnen (Endlosfasergarnen) aus Hochleistungsfaserstoffen.
Vergleiche von  Geweben gleicher Kett- und Schussdichte und identischem Fadenmaterial zeigen, dass sich die Drapierbarkeit von der Leinwandbindung (niedrig) über die Köperbindung (mittel) hin zu der Atlasbindung (hoch) verbessert. Es gilt demnach, dass mit größerer Flottierung, also größerem Abstand zwischen den Kreuzungspunkten von Kett- und Schussfaden, die Drapierbarkeit steigt.
Die Drapierbarkeit eines  verwirkten Multiaxialgeleges  kann durch Einstellung des Maschensystems (Bindungstyp bzw. Flottierung, Maschendichte, Maschenanzahl) auf den Verwendungszweck abgestimmt werden. Zum Beispiel bietet die Trikot-Bindung  mit einer Zick-Zack-Anordnung der  Maschen  ein besseres Drapierverhalten als die Fransen-Bindung.